# Ратная улица
Ра́тная улица находится в районе Северное Бутово Юго-Западного административного округа города Москвы.

## Расположение
Ратная улица расположена параллельно МКАД между Старобитцевской и Куликовской улицами (нумерация домов начинается от Старобитцевской улицы). Примерно в центре Ратную улицу пересекает бульвар Дмитрия Донского. Северную сторону Ратной улицы занимает типовая жилая застройка. У южной стороны улицы организована парковая зона с четырьмя прудами на реке Битце.

## Происхождение названия
Ратная улица получила название 8 июля 1991 года от слов рать (войско) или ратник (воин). Вместе с расположенными рядом Куликовской улицей и бульваром Дмитрия Донского Ратная улица составляет тематический микрокомплекс названий, посвящённых Куликовской битве.

## Транспорт
По улице проходит автобус 213.
В 400 м южнее улицы расположены станции метро  Бульвар Дмитрия Донского,  Улица Старокачаловская.

## Здания и сооружения
- № 4А — Детский сад № 2165.
- № 6А — Школа № 1067.
- № 7А — Детский сад № 2055.
- № 14А — Школа № 1066. Открыта в 1992 году. В школе работает свыше 50 педагогов, психологов и специалистов.
- № 14Б — Отдел МВД России по району Северное Бутово.